# Мениль-Сен-Пер
Мени́ль-Сен-Пер (фр. Mesnil-Saint-Père) — коммуна во Франции, находится в регионе Шампань — Арденны. Департамент — Об. Входит в состав кантона Люзиньи-сюр-Барс. Округ коммуны — Труа.
Код INSEE коммуны — 10238.
Коммуна расположена приблизительно в 165 км к юго-востоку от Парижа, в 80 км южнее Шалон-ан-Шампани, в 21 км к востоку от Труа.

## Население
Население коммуны на 2008 год составляло 400 человек.
| 1962 | 1968 | 1975 | 1982 | 1990 | 1999 | 2008 |
| ---- | ---- | ---- | ---- | ---- | ---- | ---- |
| 296  | 356  | 364  | 327  | 287  | 331  | 400  |

## Экономика
В 2007 году среди 256 человек в трудоспособном возрасте (15—64 лет) 202 были экономически активными, 54 — неактивными (показатель активности — 78,9 %, в 1999 году было 75,1 %). Из 202 активных работали 182 человека (103 мужчины и 79 женщин), безработных было 20 (6 мужчин и 14 женщин). Среди 54 неактивных 11 человек были учениками или студентами, 19 — пенсионерами, 24 были неактивными по другим причинам.

## Достопримечательности
- Церковь Сент-Андре (XII век). Памятник истории с 1982 года.[3]